# Polícia Científica (Itália)

Brasão da Polizia di Stato

A Polícia Científica (Itália) (Polizia Scientifica) é um serviço da Polícia do Estado (Polizia di Stato), a polícia italiana de estatuto civil, especializado em investigação técnica no campo da química, da biologia, da física e da criminalística em geral, em auxílio à investigação tradicional da polícia judiciária. 
Esse serviço teve a sua origem em 1902, quando o Professor Salvatore Ottolenghi fundou na Itália a Escola Superior de Polícia Científica.

## Organização
O serviço de polícia científica, subordinado à Direção Central Anticrime da Polícia do Estado, é estruturado a partir de uma direção sediada em Roma, com unidades descentralizadas em outros treze gabinetes regionais localizados em  Ancona, Bari, Bolonha, Cagliari, Catania, Florença, Genova, Milão, Nápoles, Padova, Palermo, Reggio Calabria e Turim.
Os gabinetes regionais coordenam os gabinetes  provinciais, distribuídos por todo o território do país, exercendo atribuições localizadas no âmbito das questuras (delegacias regionais da  Polízia di Stato).

## Atribuições
A Polícia Científica ou polícia técnica italiana tem como encargos, dentre outros, realizar perícias em local de crime; a reconstrução tridimensional da dinâmica do evento com técnica de realidade virtual; a análise criminal com a finalidade de individualizar o perfil do autor de homicídio; a aplicação de métodos da psicologia e da criminologia à criminalística; proceder a documentação audio-visual a serviço da investigação; confeccionar o retrato falado; realizar a coleta da impressão papiloscópica latente; realizar os exames periciais em moeda falsa, em balística, em veículos remarcados, em documentos, em resíduos de explosão e incêndio, em genética forense (DNA) e exames toxicológicos.